# Lambangsari (Tambun Selatan)
Lambangsari is een bestuurslaag in het regentschap Bekasi van de provincie West-Java, Indonesië. Lambangsari telt 14.146 inwoners (volkstelling 2010).